# سي في سي كابيتال بارتنرز
"سي في سي كابيتال بارتنرز" هي شركة متخصصة في استشارات الأسهم والاستثمارات الخاصة مقرها في لوكسمبورغ ، وتمتلك ما يقرب من 155 مليار دولار أمريكي من الأصول الخاضعة للإدارة   وما يقرب من 157 مليار يورو من الالتزامات المضمونة منذ إنشائها عبر الأسهم الخاصة الأمريكية والأوروبية والآسيوية والشركات الثانوية والشركات. صناديق الائتمان. اعتبارًا من 31 ديسمبر 2021، تم استثمار الأموال التي تديرها أو تنصح بها شركة سي في سي في أكثر من 100 شركة حول العالم، وتوظف أكثر من 450.000 شخص في العديد من البلدان.  تأسست شركة سي في سي في عام 1981  ، واعتبارًا من 31 مارس 2022، أصبح لديها أكثر من 650 موظفًا يعملون عبر شبكتها المكونة من 25 مكتبًا في جميع أنحاء أوروبا والشرق الأوسط وأفريقيا وآسيا والأمريكتين. 
في يونيو 2022، احتلت شركة سي في سي المرتبة الرابعة في تصنيف ( بي إي أي 300 ) التابع لشركة الدولية للأسهم الخاصة لأكبر شركات الأسهم الخاصة في العالم،  لكنها انخفضت إلى المرتبة 15 في تصنيف 2023. وفي عام 2023، جمعت أكبر صندوق أسهم خاصة على الإطلاق على مستوى العالم بقيمة 26 مليار دولار. 

## استثمارات ملحوظة
- أفاست : شركة أمن تكنولوجيا المعلومات [9]
- شركة بيتكو .: سلسلة متاجر التجزئة الرئيسية لمستلزمات الحيوانات الأليفة [10]
- راك المحدودة : مزود خدمة إنقاذ السيارات في المملكة المتحدة [11]
- مجموعة تي إم إف : مزود عالمي لخدمات الامتثال والخدمات الإدارية ومقره هولندا [12]
- جوجارات تايتنز : فريق الدوري الهندي الممتاز [13]

## الجدل
في عام 2006، اتهم النائب العمالي جوين بروسر في مجلس العموم سي في سي و بيرميرا بـ "الجشع" و" التجريد الصارخ لأصول " AA "لاقتراض 500 مليون جنيه إسترليني على أساس أصول AA من أجل دفع أرباح لأنفسهم". ". وردت AA بأنهم "سعداء بإجراء محادثة منطقية مع السيد بروسر". 
في يناير 2015، حكمت الهيئة الهولندية للمستهلكين والأسواق على شركتي سي في سي كابيتال بارتنرز وبنسيس كابيتال بارتنرز بدفع غرامات بعد أن اتهمت شركة المحفظة الهولندية السابقة التابعة للشركتين، مينيبا بحير، بخرق قواعد المنافسة من خلال تحديد الأسعار.   وقضت الهيئة التنظيمية الهولندية بأن الشركتين يجب أن تدفعا ما بين 450 ألف يورو و1.5 مليون يورو بعد أن شاركت مينيبا بحير، التي فرضت عليها الهيئة غرامة قدرها 9 ملايين يورو، في اتفاق جماعي مع المنافسين للحفاظ على استقرار الأسعار بين عامي 2001 و2007